# Eau hexagonale
Ne pas confondre avec la glace hexagonale, le polymorphe le plus courant de la glace d'eau.
L'eau hexagonale ou eau structurée, ou cluster water (« eau en grappe »), ou encore gel water, H3O2 ou encore H3O2 est un terme utilisé dans une mystification marketing pseudoscientifique qui prétend fournir une certaine configuration d'eau meilleure pour le corps,. Le terme « eau hexagonale » désigne un arrangement de molécules d'eau ayant une forme hexagonale, censé améliorer l'absorption des nutriments, éliminer les déchets métaboliques et améliorer la communication cellulaire, parmi les prétendus bienfaits. Les tenants de ces affirmations exploitent les connaissances limitées du consommateur en chimie, physique et physiologie. Dans les pays anglosaxons, il en existe une variante avec la « gel water » qui prétend que les fascias animaux ou les plantes créeraient ou contiendraient une « quatrième phase » d'eau avec un atome d'hydrogène et un atome d'oxygène supplémentaires, ce qui n'est ni de l'eau, ni stable.

## Incompatibilités avec la science
Le concept d’eau hexagonale contredit plusieurs idées scientifiques établies. Bien que des clusters d'eau aient été observés expérimentalement, ils ont une durée de vie très courte : les liaisons hydrogène se brisent et se reforment continuellement à des échelles de temps inférieures à 200 femtosecondes. Ce qui rend fallacieuse l’affirmation du modèle hexagonal de l’eau selon laquelle la structure particulière de l’eau consommée est la même que celle utilisée par le corps. De même, le narratif de la fraude affirme que cette structure particulière de l’eau « résonne avec les vibrations énergétiques du corps pour amplifier la force vitale ». Bien que les molécules d’eau absorbent fortement l’énergie dans l'infrarouge du spectre électromagnétique, il n’existe aucune preuve scientifique qui appuie l’affirmation selon laquelle des polymères d’eau de forme hexagonale seraient créés par bombardement d’énergie à ces fréquences,.
Les promoteurs de ce procédé affirment que les différences sont mesurables entre les produits contenant de l'« eau hexagonale » disponibles dans le commerce et l'eau du robinet sous spectroscopie de résonance magnétique nucléaire par 17O indiquent des propriétés particulières de l'eau hexagonale. Cependant, cette technique ne montre aucune différence significative entre la supposée « eau hexagonale », l’eau ultrapure et l’urine humaine. L'observation expérimentale des clusters d'eau, nécessitent des outils spectroscopiques tels que la spectroscopie à effet tunnel (VRT) à vibration-rotation (FIR) dans l'infrarouge lointain.  
Il existe des variantes de « l'eau structurée » comme celle vendue par la firme américaine Penta Water (en) et le procédé de traitement de l’eau « Kangen » de la société japonaise Enagic.